# Mutshatsha
Mutshatsha est un territoire et une localité de la province du Lualaba en république démocratique du Congo.

## Transport
La cité de Mutshatha se situe sur l’axe de chemin de fer de Benguela.